# Sacha Alessandrini
Pour les articles homonymes, voir Alessandrini.
Sacha Alessandrini, née le 7 juin 1999 à Nantes, est une athlète française.

## Carrière
Elle remporte la médaille d'argent du relais 4 × 100 mètres au Festival olympique de la jeunesse européenne 2015 à Tbilissi. Elle est sacrée championne de France du 60 mètres haies aux Championnats de France d'athlétisme en salle 2019 à Miramas. Elle est médaillée de bronze du relais 4 x 100 mètres aux Championnats d'Europe espoirs d'athlétisme 2021 à Tallinn.